# ما وراء الطبيعة (أرسطو)
ما وراء الطبيعة أو ما بعد الطبيعة أو الميتافيزيقا هو كتاب من تصنيف أرسطو، ويعتبر أول مؤلف في فرع الفلسفة التي عرفت بنفس الاسم.

## اسم الكتاب
العنوان «ما وراء الطبيعة» ليس من وضع أرسطو، بل وضعه أندرونيقوس الرودسي الذي جمع كتب أرسطو في القرن الأول قبل الميلاد ووضع ترتيب الكتاب بعد كتاب «الطبيعة»، ومن هنا جاء اسم «ما وراء الطبيعة»، فهي مسألة ترتيب بالدرجة الأولى. ولعل الرودسي فعل ذلك متعمداً، فالمرء لا يتحدّث عما هو كامن وراء الطبيعة إلا بعد كلامه على الطبيعة. أما الاسم الذي كان يطلقه أرسطو نفسه على هذا الكتاب فهو «الفلسفة الأولى».

## محتوى الكتاب

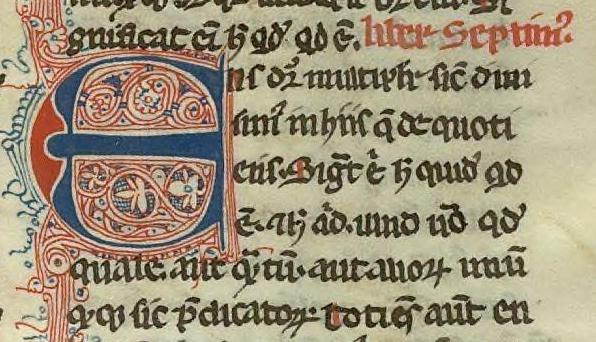
المقالة السابعة - نسخة مترجمة إلى اللاتيني من قبل وليم الموربيكي.

ينقسم الكتاب إلى 14 مقالة، وهذه ملخص لكل مقالة:
المقالة الأولى
المقالة الأولى (ألفا الكبرى) تعرّف الفلسفة بأنها تفسير الأشياء بعللها وهي أربع: علة فاعلية، علة غائية، علة مادية، علة صورية وهذه الأخيرة هي الأهم عند أرسطو. وفي هذه المقالة أيضا يقوم أرسطو ببيان تاريخ الفلسفة قبله والتي ينتقدها لعدم الأخذ بهذه العلل الأربع، ولذا فإن هذا القسم مهم بالنسبة إلى تأريخ الفلسفة اليونانية.
المقالة الثانية
المقالة الثانية (ألفا الصغرى) موجزة ويشك في صحة نسبتها للكتاب بل وإلى أرسطو نفسه. وفيه يكرر نفس ما جاء في المقالة الأولى من أن الفلسفة هي البحث عن العلل النهائية.
المقالة الثالثة
المقالة الثالثة (بيتا) يتناول فيها 14 مسألة ميتافيزيقية ويبين الحجج المؤيدة والمعارضة. منها مثلا (2) هل مبادئ البرهان موضوع علم واحد أم عدة علوم؟ و (5) هل علم ما بعد الطبيعة لا يشمل غير الجواهر، أو يشمل أيضا الأعراض الخاصة بالجواهر؟ و (14) هل الأعداد والأجسام والسطوح والنقط جواهر أم لا؟
المقالة الرابعة
المقالة الرابعة (الجما) موضوع علم ما بعد الطبيعة هو البحث في الموجود بما هو موجود، أي من حيث وجوده فقط، كما يبحث في البديهيات وفي مبدأ التناقض.
المقالة الخامسة
المقالة الخامسة (الدلتا) هذه مقالة عبارة عن قاموس فلسفي. ويميل الباحثون إلى القول بأن المقالة أدمجت في الكتاب فيما بعد، خصوصا أن ديوجانس اللائرسي يذكر من بين تصانيف أرسطو رسالة بعنوان: «في الأمور التي تقال بعدة معانٍ».
المقالة السادسة
المقالة السادسة (الابسلون) يتناول الشك الأول الذي وضعه في مقالة البيتا. كما يناقش المعاني المختلفة للوجود ويبين معنى الحق والباطل.
المقالة السابعة
المقالة السابعة (الزيتا) يأخذ في دراسة الموضوع الأهم في الميتافيزيقا وهو مشكلة الجوهر.
المقالة الثامنة
المقالة الثامنة (الإيتا) تبحث في الجوهر من ناحية الصورة والهيولى، وتحلل طبيعة هاتين.
المقالة التاسعة
المقالة التاسعة (الثيتا) تبحث عن الجوهر منظورا إليه في وجوده وتغيره حسب مبدأي الفعل والقوة.
المقالة العاشرة
المقالة العاشرة (الايوتا) وفيه يختم البحث عن مبادئ الجوهر.
المقالة الحادية عشر
المقالة الحادية عشر (الكبا) تنقسم إلى قسمين متباينين: الأول تكرار لما سبق في المقالات الثالثة والرابعة والسادسة، والقسم الثاني مقتبس من كتاب «السماع الطبيعي»، وهذه المقتبسات قد تكون من أعمال أحد تلاميذ أرسطو.
المقالة الثانية عشر
المقالة الثانية عشر (اللامدا) والمعروفة بـ «مقالة اللام» تحتل المركز الريئسي في الكتاب، ويرى باحثون وعلى رأسهم بونتس ورص وبيجر أن هذه المقالة تؤلف رسالة مستقلة عن باقي الكتاب. وقد اشتهرت مقالة اللام عند الفلاسفة المسلمين.
وموضوع الرسالة تقرير وجود محرك أزلي أبدي غير متحرك للكون وطبيعة هذا الحراك.
المقالتان 13 و14
المقالتان الثالثة عشرة والرابعة عشرة (المو والنو) تنتقدان بالتفصيل المذاهب التي تضع مبدأ الحقيقة خارجاً عنها، أي التي تقول بالصور (المثل الأفلاطونية) أو الأعداد (الفيثاغوريون) وهما يؤلفان كلاًّ واحدا في نقد نظرية الصور ونظرية الأعداد.

## في التراث العربي
ذكر ابن سينا انه قرأ الكتاب أربعين مرة حتى حفظه، ومع ذلك لم يفهم الكتاب، إلا أن حصل على شرح أبي نصر الفارابي، حيث يقول ابن سينا: